# E. Billard
E. Billard war ein französischer Hersteller von Automobilen.

## Unternehmensgeschichte
Das Unternehmen aus Villeneuve-la-Guyard begann 1922 mit der Produktion von Automobilen. Der Markenname lautete Billard. 1925 endete die Produktion.

## Fahrzeuge
Das Unternehmen stellte besonders leichte Cyclecars her. Das kleinere Modell verfügte über einen Motor mit 2 bis 2,5 PS Leistung und bot Platz für eine Person. Das größere Modell hatte einen Motor mit 4 PS Leistung und bot Platz für zwei Personen.